# Corryocactus tarijensis
Corryocactus tarijensis är en kaktusväxtart som beskrevs av Martín Cárdenas Hermosa. Corryocactus tarijensis ingår i släktet Corryocactus, och familjen kaktusväxter. Inga underarter finns listade i Catalogue of Life.